# 新絕代雙驕 (1986年電視劇)
《新絕代雙驕》（英語：Xin Juedai Shuangjiao）是根據古龙所著的武俠小說《絕代雙驕》改編而拍攝製作的台湾电视公司武俠电视剧，1986年首播。

## 演员表
- 杨盼盼 饰 江小鱼（幼年：周影奇）
- 黄香莲 饰 花无缺（幼年：林鼎峰）
- 景黛音 饰 铁心兰
- 黄慧文 饰 苏樱（魏无牙养女）
- 苏翠玉 饰 慕容九
- 吕盈莹 饰 张菁（小仙女、慕容九表姊）
- 龙传人 饰 黑蜘蛛（鬼童子徒弟）
- 田丰 饰 江别鹤
- 郑平君 饰 江玉郎（江别鹤之子）
- 张富美 饰 邀月宮主（铜先生）
- 张敏敏 饰 憐星宮主（木夫人）
- 白英→古铮 饰 燕南天（天人神剑）
- 郝曼丽 饰 屠娇娇
- 邱瑞珍→陈亚莲 饰 铁萍姑
- 李道洪 饰 江枫（江玉郎）
- 张盈真 饰 花月奴
- 陈巧华 饰 江琴（江枫书僮）
- 郭丽琴 饰 红姑
- 小英哥 饰 杜杀（血手）
- 苏国梁 饰 李大嘴（不吃人头）、王大
- 刘德淑 饰 萧咪咪
- 李昆 饰 哈哈儿
- 宗卫→刘正顺 饰 阴九幽（半人半鬼）
- 赵舜 饰 轩辕三光（恶赌鬼）
- 班铁翔 饰 铁战（狂狮）
- 万春流 饰 丁仲
- 洪麟 饰 白开心（损人不利己）
- 余松照 饰 段合肥（天下第一富）、欧阳当
- 余松照 饰 段清瘦、欧阳叮
- 小黑 饰 向善（无恶不作）
- 泰山 饰 金刚奴
- 汪强 饰 魏无牙
- 宋其雯 饰 碧蛇君
- 文南茜 饰 白夫人
- 杨雄 饰 白山君
- 初本科 饰 慕容老祖
- 杨履康 饰 顾人玉（慕容九表哥）
- 王耀 饰 鬼童子（老顽童）
- 许立坤 饰 神锡道长（峨嵋掌门）
- 王俊 饰 念恩
- 王国辉 饰 沈轻虹（威远镖局总镖头）
- 李祖荣 饰 李岳
- 八指龙 饰 马之
- 星野 饰 薛福

## 外部連結
- 新绝代双骄百度百科